# Colônia Augusta Vitória
Colônia Augusta Vitória é um bairro rural, no município de Ortigueira, na região dos Campos Gerais, no Paraná.

## Localização

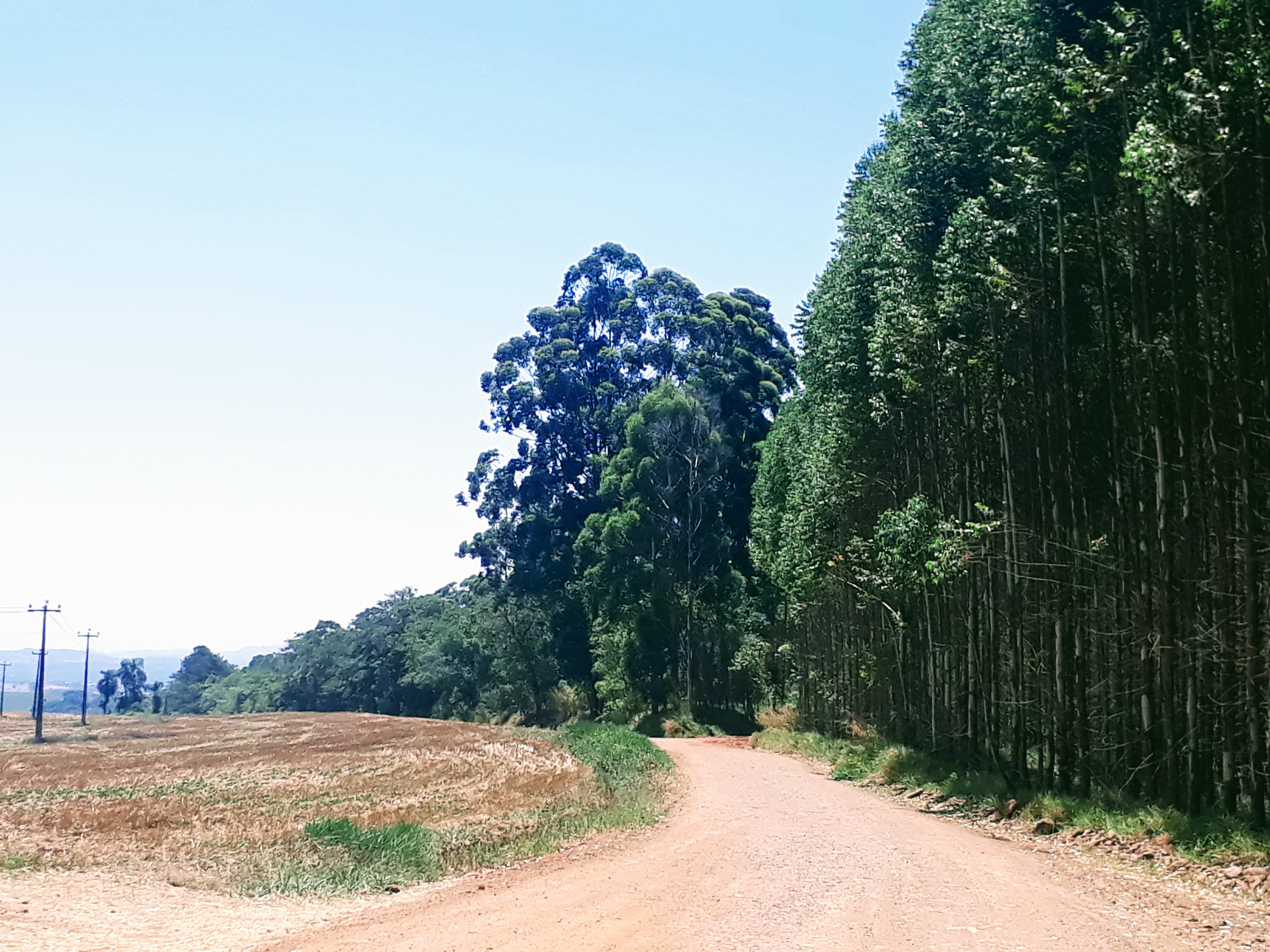
Estrada Velha da Colônia Augusta Vitória.

Localização do município de Ortigueira no estado do Paraná, onde está a Colônia Augusta Vitória.

O bairro está localizado à margem direita do arroio Bonito, a cerca de 12 km do centro da cidade de Ortigueira, a 38 km do centro da cidade de Telêmaco Borba e a aproximadamente 138 km da cidade de Ponta Grossa. O bairro é cortado pela rodovia estadual PR-340, conhecida regionalmente como Estrada Velha.
A localidade é caracterizada como uma colônia agrícola, localizada na região do vale do rio Tibagi, ao sul do município de Ortigueira, na região dos Campos Gerais do Paraná. A sede da colônia está dentro dos limites do distrito administrativo de Lajeado Bonito.

## História
Entre 1932 e 1933 foi idealizada uma colônia agrícola na região de Ortigueira e que receberia o nome de Colônia Augusta Vitória. A colônia Augusta Vitória foi fundada em 1933, pelo pastor Wilhelm Fugmann e pelo empreendedor Brasílio França. França foi um latifundiário e comerciante que atuou no Paraná e Fugmann era pastor protestante nascido na Baviera e que veio para o Paraná prestar serviço religioso entre a comunidade germânica.
Augusta Vitória é tipicamente uma colônia particular, pois foi criada a partir de uma iniciativa privada, tendo como pretensão ocupar o sertão da região norte dos Campos Gerais. A compra de uma fazenda na estrada de Ponta Grossa a Apucarana, no município de Tibagi, pretendia desenvolver empreendimentos agrícolas e pecuários com investimentos privados, favorecidos pela localização. Foi idealizada então para ser habitada por famílias de origem alemã, mas que também abrigou famílias brasileiras.
O governo brasileiro não teve a menor interferência no assunto. Apesar disso, o governo alemão, por intermédio do seu cônsul no Paraná, esteve diretamente envolvido na criação da colônia incentivando a vinda de colonos devido a fatores políticos que ocorriam na Alemanha. A terra da localidade era de uma antiga fazenda pertencente ao Sr. França, e, na ocasião da compra pelos colonos, já estava totalmente transformada em capoeira.

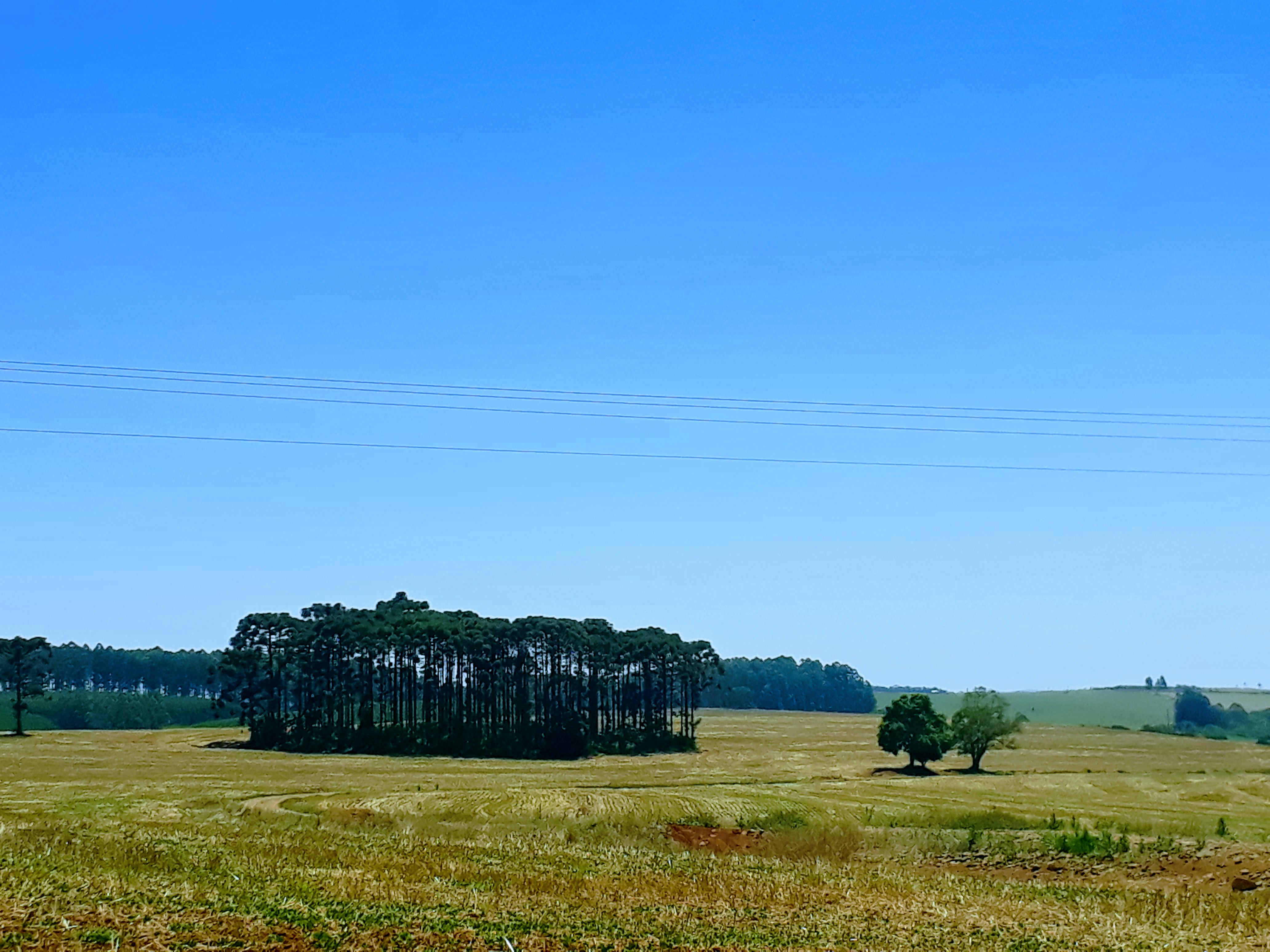
Paisagem rural na Colônia Augusta Vitória.

Os primeiros colonos que chegaram receberam 20 alqueires cada um (48,4 hectares), mas os demais, que são a grande maioria, receberam cerca de 10 alqueires (24,2 ha), somente. No planejamento da colônia não foi adotado o loteamento disperso, mas o concentrado. Os lotes dividiam-se em urbanos e rurais. Alguns colonos receberam dois lotes: um urbano, de um alqueire (2,42 ha), para nele construir sua casa de madeira e um rural, de 9 alqueires (quase 22 ha), a 2 ou 3 km do outro. Na propriedade rural ficavam os paióis. Os colonos eram quase todos de origem alemã, sendo 23 famílias de imigrantes. A colônia foi criada com duas sedes, onde as ruas foram denominadas com nomes de cidades da Alemanha, como Munique, Hamburgo, Leipzig, Berlim. Na sede central moravam 13 famílias de origem alemã e 11 de brasileiros; na segunda viviam 10 famílias alemãs e uma de caboclos. As famílias de imigrantes vieram de diversas localidades, como, por exemplo, Joinville, em Santa Catarina, e Cândido de Abreu, no Paraná. As famílias brasileiras vieram da região, como de Tibagi, Castro e Ponta Grossa. As famílias eram em sua maioria cristãs, divididos entre os protestantes alemães e brasileiros católicos.
Em 15 de novembro de 1951, pela Lei Estadual nº 790, foi criado o município de Ortigueira, sendo que a colônia passou a integrar este município.

## Economia e cultura
Os principais produtos comerciais de Augusta Vitória eram o porco, o milho e o feijão. O porco era vendido para compradores de frigoríficos, que trabalhavam em Ortigueira. Além disso, os colonos vendiam lenha, frutas e legumes. O porco era vendido para compradores de frigoríficos, que atuavam em Ortigueira. O município contribuiu com o ciclo histórico dos porcadeiros na região. Havia em Ortigueira vários criadores de porcos que desenvolveram a suinocultura. Os chamados safristas ou "tropeiros de porcos", levavam os animais para as cidades como Guarapuava, Ponta Grossa e Jaguariaíva, onde produziam a gordura animal e depois revendiam para outros mercados consumidores, como Curitiba e São Paulo.
A colônia ainda permanece com o objetivo agrícola e pecuário, apesar de ter sofrido uma descaracterização do modelo inicial. Culturalmente também teve modificações, tendo algumas famílias de origem alemã indo morar nas cidades e recebendo outras famílias de brasileiros que compraram sítios para investimentos privados.
Na religião, basicamente a comunidade se divide entre a comunidade de protestantes e católicos. A comunidade protestante frequentam, por exemplo, os cultos da Igreja Luterana, da Igreja de Confissão da Fé Evangélica ou da Igreja Cristianismo Decidido. A comunidade católica mantém a capela de Nossa Senhora do Carmo, pertencente a Paróquia São Sebastião, de Ortigueira.